# 김현석 (1967년)
김현석(한국 한자: 金鉉錫, 1967년 5월 5일 ~ )은 대한민국의 전 축구 선수 및 지도자로, 현역 시절 울산 현대, 도쿄 베르디 등에서 공격수로 활약했으며 현재 전남 드래곤즈의 감독을 맡고 있다.

## 클럽 경력

### 현대 호랑이
1990년, 현대 호랑이에서 프로 선수 경력을 시작하였다. 1990년 4월 8일에 열린 럭키금성 황소와의 경기에서 프로 데뷔 골을 기록했다. 1990시즌 28경기에 나서 5골 3도움을 올리는 활약을 펼쳤다.
1991년 4월 20일에 열린 일화 천마와의 경기에서 1991시즌 마수걸이 골을 기록했다. 5월 4일에 열린 일화 천마와의 경기에선 전반 25분 결승골을 터뜨리며 팀의 1-0 승리를 이끌었다. 8월 20일에 열린 일화 천마와의 경기에서 프로 입단 이후 첫 멀티골을 기록했다. 9월 4일에 열린 대우 로얄즈와의 경기에서 다시 한 번 멀티골을 넣으며 팀의 2-1승리를 이끌었다. 9월 28일에 열린 LG 치타스와의 경기에서도 두 골을 넣으며 팀의 2-1승리에 앞장섰다. 1991시즌 김현석은 더 발전된 모습을 보여주었으며 39경기에 14골 4도움을 올리는 활약을 펼쳤다. 시즌 종료 이후에는 K리그 베스트 11에 선정되었다.
1992시즌 개막전부터 김현석은 멀티골을 기록하며 팀의 3-1승리를 이끌었다. 4월 11일 열린 대우와의 리그 경기에서도 멀티골을 넣었으며 팀은 2-2 무승부를 기록했다. 6월 3일 열린 리그컵대회 1라운드 경기에서 골을 넣으며 팀의 2-1 승리를 이끌었다. 10월 17일 열린 유공과의 리그 경기에서도 두 골을 넣으며 3-2 승리를 이끌었다. 김현석은 1992시즌 정규시즌과 리그컵을 합쳐 13골 7도움을 기록하는 활약을 펼쳤다. 시즌 종료 이후 K리그 베스트 11에 선정되었다.
1993년 7월 24일 열린 유공과의 리그 경기에서 시즌 마수걸이 골을 터뜨렸다.

### 상무 입대
1993년 8월 14일에 열린 일화와의 경기를 마지막으로 상무에 입대했다.

### 울산 현대 호랑이
1995년 3월 25일에 열린 포항과의 리그컵 경기에서 울산 복귀전을 치렀으며 이 경기에서 멀티골을 넣으며 화려한 복귀를 알렸다. 4월 5일에 열린 LG 치타스와의 경기에서도 멀티골을 넣었다. 1995시즌 리그컵에서 6골을 넣으며 아디다스컵 득점왕을 차지했다. 컵대회 이후 치러진 리그에서는 5월 10일에 열린 LG 치타스와의 경기에서 첫 골을 넣었다. 6월 21일에 열린 전남과의 경기에서 후반 종료 직전 득점에 성공하며 팀의 1-0 승리를 이끌었다. 8월 23일에 열린 전북 다이노스와의 경기에서는 멀티골을 기록했다. 1995시즌 정규 리그에서 26경기에 나서 12골 5도움을 기록했으며 시즌 종료 이후 다시 한번 K리그 베스트 11에 선정되었다.
1996년 4월 17일에 열린 천안 일화와의 리그컵 경기에서 시즌 마수걸이 골을 터뜨렸다. 정규리그에서는 6월 19일 열린 전남과의 경기에서 멀티골을 기록했다. 11월 16일에 열린 챔피언결정전 2차전 경기에서 김현석은 전반 31분 선제골을 기록했다. 1996시즌 김현석은 리그에서 27경기에 나서 8골 8도움을 올렸으며 시즌 종료 이후 K리그 MVP와 K리그 베스트 11을 수상했다.
1997년 3월 22일에 열린 대전 시티즌과의 리그컵 경기에서 시즌 마수걸이 골을 기록했다. 정규리그에서는 5월 10일에 열린 수원 삼성 블루윙즈와의 경기에서 첫 골을 터뜨렸다. 9월 27일에 열린 천안 일화와의 경기에서는 해트트릭을 기록하며 팀의 4-2 승리를 이끌었다. 10월 25일 열린 부천 SK와의 경기에서 멀티골을 기록했다. 1997시즌 김현석은 17경기에 나서 9골 1도움을 올렸으며 K리그 득점왕에 올랐다. 정규리그 종료 이후에 열린 FA컵 이랜드와의 16강전 경기에서도 골을 터뜨렸으며 팀은 3-1로 승리했다.
1998년 3월 28일 열린 부산 대우와의 아디다스컵 경기에서 시즌 마수걸이 골을 기록했다. 3월 31일 열린 대전 시티즌과의 경기에서 홀로 4골을 넣는 활약을 펼쳤으며 팀의 4-1승리를 이끌었다. 4월 5일 열린 대전과의 경기에서 멀티골을 기록했다. 4월 29일 열린 포항과의 4강전에서도 득점을 기록하며 팀을 결승으로 인도했다. 5월 5일 열린 결승 2차전에서 김현석은 1-1로 동점 상황이던 연장 후반 10분, 골든골을 넣으며 팀의 우승을 이끌었다. 이러한 활약으로 김현석은 1998년 아디다스컵 득점왕을 차지했다. 아디다스컵 이후 열린 필립모리스컵에서는 5월 26일 열린 전남과의 경기에서 마수걸이 골을 터뜨렸다. 한편 정규리그에서는 8월 26일 대전과의 경기에서 첫 골을 터뜨렸다. 1998년 10월 10일 열린 포항과의 경기에서 도움을 기록하며 K리그 40-40 클럽에 가입했다. 정규리그에서 김현석은 18경기에서 5골 3도움을 기록했다. 시즌 종료 이후 K리그 베스트 11에 올랐으며 데뷔 시즌과 군 복무를 했던 시즌을 제외한 모든 시즌에서 K리그 베스트 11에 오르는 기염을 토했다.
1999년 5월 5일에 열린 전북 현대 다이노스와의 경기에서 시즌 마수걸이 골을 기록했다. 정규리그에서는 6월 19일 열린 안양 LG와의 경기에서 첫 골을 터뜨렸다. 9월 15일에 열린 포항과의 경기에서는 멀티골을 기록했다. 정규리그에서 김현석은 27경기 7골 4도움을 올렸다. 시즌 종료 이후 열린 FA컵에서 김현석은 16강전인 울산 현대미포조선과의 경기에서 득점을 기록하며 팀의 4-2 승리를 이끌었다.

### 베르디 가와사키
2000시즌을 앞두고 J리그의 베르디 가와사키와 계약을 체결하며 일본 무대에 진출했다. 김현석은 3월 11일 열린 감바 오사카와의 J1리그 경기에서 베르디 입단 이후 첫 경기를 치렀으며 이 경기에서 득점을 기록했다. 그 후 엄청난 골 폭풍을 몰아치며 전반기에 12골을 기록해 득점랭킹 1위에 오르기도 했다. 8월 13일 열린 세레소 오사카와의 경기에서 시즌 15호골을 기록했다. 2000시즌 J1리그에서 16골을 기록했으며 리그 득점랭킹 6위에 올랐다.

### 울산 복귀
2001 시즌을 앞두고 친정 팀인 울산 현대에 복귀했다. 2001년 6월 20일 열린 전북 현대 모터스와의 리그 경기에서 울산 복귀이후 첫 골을 터뜨렸다. 7월 21일 열린 전남과의 경기에서 도움을 기록하면서 K리그 선수로는 처음으로 50-50 클럽을 달성했다. 7월 25일 열린 부천 SK와의 경기에서 후반 종료 직전 골을 터뜨리며 팀의 1-1 무승부를 이끌어냈다. 이골로 김현석은 통산 100골을 기록했다. 9월 22일 열린 안양 LG와의 경기에서는 결승골을 넣으며 팀의 1-0 승리를 이끌었다. 김현석은 2001시즌 리그에서 25경기 6골 5도움을 기록하는 활약을 펼쳤다.
2002년 3월 20일 열린 전남과의 리그컵 경기에서 시즌 마수걸이 골을 기록했다. 2002시즌 35경기에 나서 6골 2도움을 기록했다.
2003년에는 전반기 20경기에 출전했으며, 2003년 7월 K리그 올스타전에서 은퇴식을 치르며 은퇴했다.

## 국가대표팀 경력
1990년 7월 29일에 열린 북한과의 경기에서 국가대표팀 데뷔전을 치렀다.
1993년 3월 9일에 열린 캐나다와의 친선경기에서 국가대표팀 데뷔 골을 기록했다.
1996년 8월에 열린 1996년 AFC 아시안컵 예선 라운드에 참여했으며, 8월 5일에 열린 괌과의 경기에서 해트트릭을 기록했다.
하지만 국내에서의 명성과 달리 국가대표팀과는 많이 인연을 맺지 못했으며, A매치 통산 23경기에 나와서 5골을 기록한 게 전부다. 1994년 FIFA 월드컵에도 나서지 못했다.

## 지도자 경력
현역 은퇴 이후 울산 현대의 코치를 맡아 활동했다. 2004년에는 독일 유학을 다녀오기도 했다. 2005년에는 울산 현대의 2군 코치로 부임했으며 2009시즌부터는 울산 현대의 1군 코치로 승격되었다. 2011년 구정컵을 앞두고 울산의 수석코치로 승격되었다.
2013년에는 울산의 여자 실업 축구단인 울산 WFC의 감독으로 활동했다.
2014년부터는 모교인 강릉중앙고등학교의 감독으로 부임했다.
2017년 12월에는 울산대학교의 감독으로 선임되었다.
울산대학교의 감독직에서 물러나 충남 아산 FC에서 2시즌 동안 사무국장으로 활동하다가, 2023년 12월 1일 박동혁의 후임으로 충남 아산 FC의 감독으로 부임했다. 2024년에 충남 아산 FC의 감독을 맡아 창단 첫 승강 플레이오프로 이끌었으나, 대구 FC에 밀려 승격에는 실패했다.
시즌 후 아산의 감독직을 배성재 수석코치에게 넘겼으며, 2024년 12월 10일에 이장관의 후임으로 전남 드래곤즈의 감독을 맡게 됐다.

## 프런트 경력
2022년 1월 19일에 충남 아산 FC의 사무국장으로 영입되어 2시즌 동안 프런트로 활동했다.

## 수상

### 팀
- 울산 현대
  - K리그1 우승: 1996
  - 아디다스컵 우승: 1998

### 개인
- K리그 올스타전 MVP: 1992
- K리그 MVP: 1996
- K리그 득점왕: 1997
- 아디다스컵 득점왕: 1995, 1998
- K리그 베스트 11: 1991, 1992, 1995, 1996, 1997, 1998

## 참고 자료
- KFA 리포트 나의 선수 시절 - 김현석' K리그 휘어잡은 울산의 레전드
- ‘가물치’ 김현석이 울산대에서 꿈꾸는 지도자는?
- 김현석 울산대 신임 감독 "고향으로 가는 것 같네요"